# 沖杉村
沖杉村（おきすぎむら）は石川県能美郡にあった村。現在の小松市中心部の東方、概ね国道360号の南側にあたる。

## 歴史

### 村名の由来
沖と若杉の合成。

### 沿革
- 1889年（明治22年）4月1日 - 町村制の施行により、打越村、若杉村、八幡村、漆村及び沖村の区域をもって、沖杉村が発足する。
- 1891年（明治24年）11月21日 - 白木村の区域の内、大字佐々木の区域を編入する。
- 1907年（明治40年）8月5日 - 園江村、沖杉村及び千針村の区域の内、大字金屋の区域が合併して、白江村が発足する。

## 交通

### 鉄道路線
後に旧村域に北陸鉄道小松線の打越駅・若杉駅・加賀八幡駅・佐々木駅が所在したが、当時は未開業。